# Platypalpus melanogaster
Platypalpus melanogaster är en tvåvingeart som beskrevs av Axel Leonard Melander 1927. Platypalpus melanogaster ingår i släktet Platypalpus och familjen puckeldansflugor.
Artens utbredningsområde är Labradorhalvön. Inga underarter finns listade i Catalogue of Life.